# Alta (Utah)
Pour les articles homonymes, voir Alta.
Alta est une municipalité américaine située dans le comté de Salt Lake en Utah. Lors du recensement de 2010, sa population est de 383 habitants.

## Géographie
Alta est située dans le canyon de Little Cottonwood dans les montagnes Wasatch. La municipalité s'étend sur 4,62 milles carrés (11,97 km2). Elle accueille l'Alta Ski Area, une station de ski réputée de la banlieue de Salt Lake City.

## Histoire
La localité est fondée dans les années 1860 par des colons attirés par une mine d'argent. En raison de difficultés économiques et naturelles, Alta est désertée jusqu'aux années 1900. Elle connaît alors un nouveau boom minier jusqu'à la Grande Dépression puis se révèle grâce au tourisme. Alta devient une municipalité en 1970.

## Démographie
Lors du recensement de 2010, Alta compte 383 habitants. Sa population est relativement jeune, la moitié des habitants ayant entre 20 et 30 ans. L'âge médian, de 27,6 ans, est inférieur de dix ans à la moyenne nationale. Ses habitants sont très majoritairement blancs (plus de 90 %), la ville comptant une petite minorité hispanique (4 %), métis (4 %) et asiatiques (1 %).
La population d'Alta est toujours estimée à 383 habitants en 2018.